# Собственно тюркские языки
Собственно тюркские языки (общетюркские) — обобщенное название тюркских ветвей без булгарской группы. Используется также выражение стандартные тюркские языки. Но в этом случае их не следует путать с литературными языками.

## Состав
Собственно тюркские языки разделяются на:
- языки рунических надписей †;
- якутские;
- хакасские (кыргызские);
- саянские (тобаские);
- горно-алтайские (центрально-восточные);
- карлукские;
- кыпчакские;
- огузские.

### Распад
По новейшим исследованиям собственно тюркские языки распались во II в. н. э. 

### Проблема классификации
Общепринятыми являются классификации Н. А. Баскакова и А. Н. Самойловича.
Классификация Н. А. Баскакова (разделение на «западнохуннские» и «восточнохуннские»), однако, не является генеалогической (о чём свидетельствуют, например, отнесение булгарских к западнотюркским и отсутствие четкой позиции по карлукским и киргизско-кыпчакским). В классификации А. Н. Самойловича доминирующими оказываются фонетические принципы, так, после действительно релевантного разделения по признаку ротацизм или зетацизм и ламбдаизм или сигматизм вторым по Самойловичу оказывается отражение пратюркского -d- — критерий, значимость которого в настоящее время поставлена под сомнение.
Сейчас уже не являются общепризнанными популярные в прошлом положения такие, как:
- специфическое единство якутских, саянских и хакасских («сибирские» тюркские языки);
- выводимость якутских из орхоно-енисейских;
- специфическое единство карлукских, кыпчакских и огузских;
- более тесное родство кыпчакских и огузских при сравнении с ними карлукских (постулировалось у Н. А. Баскакова);
- трактовка киргизско-кыпчакских и горно-алтайских в целом как «сибирских» (хакасских), ассимилированных кыпчакскими.

Горно-алтайская (центрально-восточная) группа является крайне проблематичным и, вероятно, условным таксоном, потому что киргизско-кыпчакская часть её обнаруживает значительные сходства с собственно кыпчакским объединением. А. Н. Самойлович киргизско-кыпчакские и тубаларский (у него — кумандинский) определяет как кыпчакские, оставшиеся горно-алтайские объединяет с карлукскими.
Из новейших классификаций наиболее известными являются классификации М. Т. Дьячка, О. А. Мудрака и А. В. Дыбо.
М. Т. Дьячок разделяет все тюркские на булгарские, якутские, саянские (в его номенклатуре: тувинские) и западные (оставшиеся). Булгарские при этом у него древнейшими не признаются.
Классификация О. А. Мудрака, с одной стороны, постоянно уточняется, но с другой, консервативна в том плане, что сохраняет разделение тюркских на восточнотюркские (сибирские) и западнотюркские (стандартные тюркские). Сибирские разделяются на якутские и саянские, с одной стороны, и хакасские и горно-алтайские (в их числе киргизский), с другой, а западнотюркские на карлукские, кыпчакские и огузские в одно и то же время, причем языки рунических надписей, караханидский, древнеуйгурский и халаджский отнесены к карлукским. Тем самым в остальном консервативная его классификация отличается именно привязкой древнетюркских письменных памятников к одной конкретной группе. Тубаларский язык принадлежит к южноалтайским. В его классификации отсутствуют некоторые идиомы, например, фуюйско-кыргызский язык, некоторые огузские и кыпчакские, потому что они плохо зафиксированы. По устному сообщению автора, нижнечулымский й-диалект чулымского относится к сибирско-татарскому ареалу.
Классификация А. В. Дыбо, тоже постоянно уточняющаяся, кардинально отличается от классификации О. А. Мудрака. Содержательно примерно совпадает с классификацией М. Т. Дьячка. Принципиальными являются следующие моменты:
- отсутствие ближайшего родства якутского с саянскими и хакасскими, а огузских с карлукскими и кыпчакскими;
- карлукско-кыпчакские не разделяются на карлукские и кыпчакские как отдельные подгруппы — специфических признаков, противопоставляющих карлукские и кыпчакские, не существует, тем самым отсутствие или непоследовательность перехода г > в в заднерядном контексте в крымском диалекте караимского языка, крымскотатарском (его среднем диалекте, крымчакском, урумском) или лобнорском (диалекте киргизского, а не уйгурского, как это обычно считается!) является архаизмом, а не заимствованием, из традиционно выделяемых кыпчакских подгрупп сохранена только ногайская;
- хакасские языки — ближайшие родственники карлукско-кыпчакских, образующие с ними «центральную» группу.

В первоначальном варианте классификации — глоттохронологическом древе «по отредактированным спискам» (издание Э. Р. Тенишев, А. В. Дыбо (ред.). Сравнительно-историческая грамматика тюркских языков. Пратюркский язык-основа. Картина мира пратюркского этноса по данным языка. М., 2006):
- горно-алтайские языки без киргизского — часть хакасских (однако оговорено при рассмотрении фонетики центрально-восточных о фактической близости южнокиргизского к карлукско-кыпчакским), тубаларский язык принадлежит к южноалтайским;
- саянские — отдельная ветвь;
- огузские объединены с древнетюркским, караханидским и халаджским в «макроогузские» —
  - караханидский оказывается продолжением древнетюркского, но халаджский отдельным ответвлением;
  - огузские разделены на западноогузские (турецкий, гагаузский) и восточноогузские (азербайджанский, туркменский и саларский, последние два ближе).

В последовавшем варианте (издание А. В. Дыбо. Лингвистические контакты ранних тюрков. Лексический фонд. Пратюркский период. М., 2007):
- центрально-восточные (киргизско-кыпчакские) языки и тубаларский фигурируют как карлукско-кыпчакские, северноалтайские ответвляются чуть раньше, но в целом это достаточно монолитное объединение;
- «макроогузские» как таксон ликвидированы, но огузские на построенном генеалогическом древе оказываются в той же группе, что и хакасские и карлукско-кыпчакские (в том числе северноалтайские), более того, ближе к ним, нежели хакасские (обозначенные как «кыркызские»), — по собственному свидетельству автора, это не так, поскольку огузские отделились вторые после якутских от собственно тюркских.

Дальнейшие уточнения, делаемые в основном с устных сообщений автора, таковы:
- халаджский (аргу) язык является продолжением речи, в письменном виде засвидетельствованной как караханидский и древнеуйгурский язык, все эти идиомы составляют карлукско-уйгурскую группу — следующее после древнетюркских и ранее хакасских ответвление «центральных» тюркских;
- в саянских обнаруживаются некоторые изоглоссы, показывающие, что эти языки могли быть самым первым ответвлением «центральных», но это ещё нуждается в существенном уточнении;
- в древнетюркских памятниках прослеживаются диалектные различия, присутствующие во всех таксонах «центральных»;
- есть хакасские диалекты, сохраняющие противопоставление рефлексов пратюркских ŕ и d (ŕ > z, но d > ð, как в древнеуйгурском, караханидском и халаджском);
- так называемые й-диалекты чулымского и шорского являются частью северноалтайского кластера;
- центрально-восточные, или горно-алтайские (куда, кроме северноалтайского, южноалтайского и севернокиргизского, относятся, возможно, и приписываемые к новоуйгурскому лобнорский, хотонский и частично южнокиргизские диалекты) теоретически составляют единую подгруппу уровня ногайской, но практически обосновать это сложно, поскольку наблюдаются подскоки северноалтайского и южноалтайского с хакасскими, лобнорского и хотонского (а также огузского саларского и хакасского сарыг-югурского) с новоуйгурским, а южнокиргизских с ногайскими;
- карлукско-кыпчакские теоретически распадаются на центрально-восточные, ногайские и половецкие, причем по происхождению ногайскими могут быть наверняка башкирский (кроме северо-западного диалекта — татарского) и с некоторой вероятностью карачаево-балкарский (ряд диалектов), татарский, сибирско-татарский, карлукские узбекский и уйгурский принадлежат к половецким;
- сибирско-татарский не является диалектом татарского даже исторически;
- огузские и тем более якутские языки не являются «центральными»;
- разделение огузских на восточные и западные практически не соответствует действительности — наиболее ранним ответвлением является саларский язык (еще более ранним печенежский), остальные образуют диалектный континуум и языковые кластеры;
- отсутствие в генеалогическом древе крымскотатарского языка обусловлено сложностью его описания (это карлукско-кыпчакский язык, но со значительным огузским воздействием), отсутствие других (например, сибирско-татарского, чулымского) обусловлено недостаточностью имеющихся данных.